# Passage du Ruisseau-de-Ménilmontant
Le passage du Ruisseau-de-Ménilmontant est une voie du 20e arrondissement de Paris, en France.

## Situation et accès
Le passage du Ruisseau-de-Ménilmontant est orienté globalement est/ouest, dans le 20e arrondissement de Paris. Traversant un îlot d'immeubles, il débute à l'ouest au niveau du 26, rue Boyer et se termine à l'est au 25, rue du Retrait.

## Origine du nom

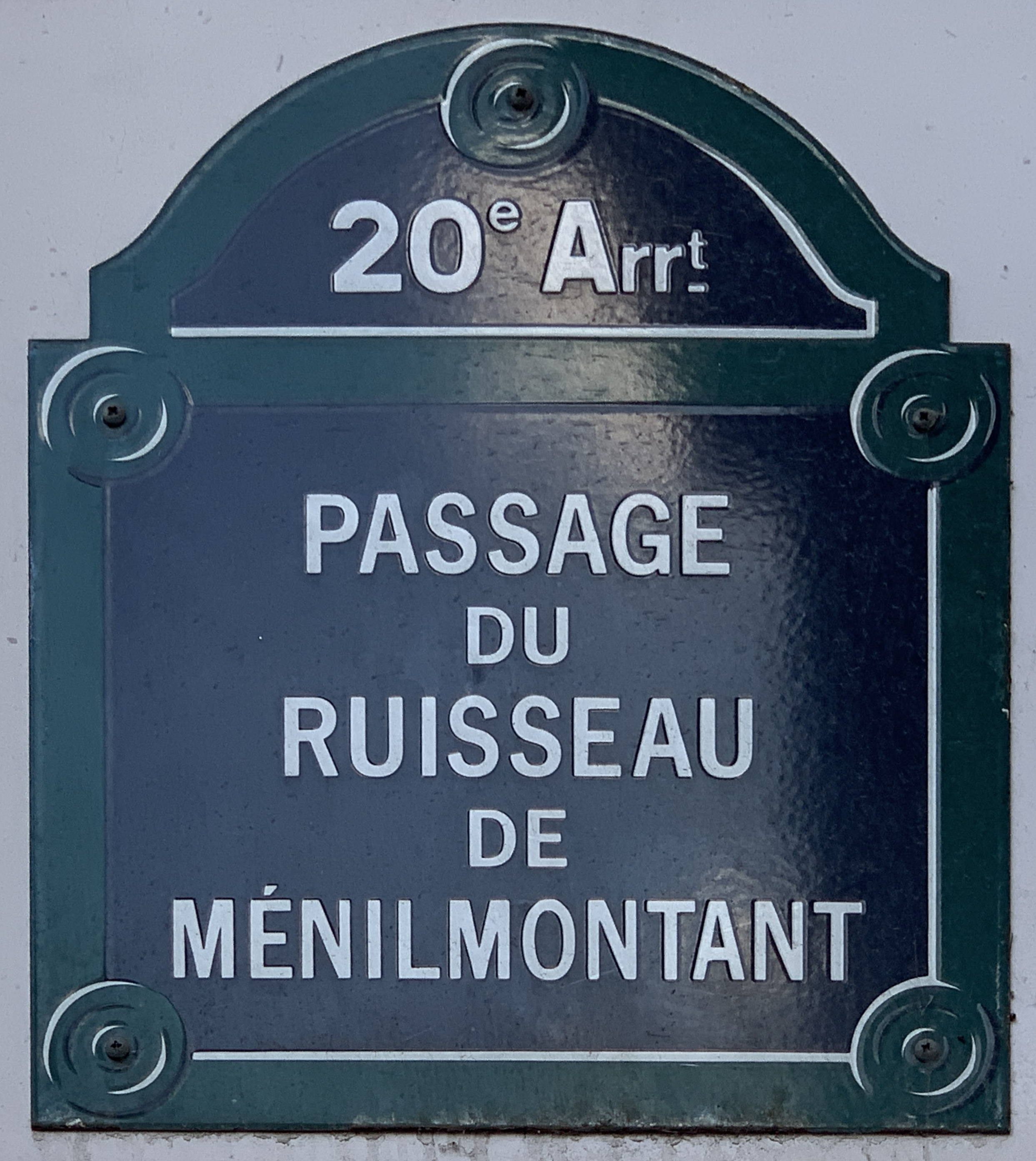
Plaque du passage.

Le nom de la voie rappelle la proximité de l'ancien ruisseau de Ménilmontant, situé-au dessus de l'ancien bras de la Seine et alimenté par les ruisselets descendant des hauteurs de Belleville, du Pré-Saint-Gervais et de Montmartre.

## Historique
Cette voie reçut sa dénomination actuelle par un décret municipal du 16 décembre 1998.

## Bâtiments remarquables et lieux de mémoire
On pouvait y trouver la maison natale de Maurice Chevalier, aujourd'hui remplacée par un jardin d'enfants.